# Сулікув (Свентокшиське воєводство)
Сулікув (пол. Sulików) — село в Польщі, у гміні Радкув Влощовського повіту Свентокшиського воєводства.
Населення — 67 осіб (2011).
У 1975-1998 роках село належало до Ченстоховського воєводства.

## Демографія
Демографічна структура на день 31 березня 2011 року:
|          | Загалом | Допрацездатний вік | Працездатний вік | Постпрацездатний вік |
| -------- | ------- | ------------------ | ---------------- | -------------------- |
| Чоловіки | 35      | 7                  | 22               | 6                    |
| Жінки    | 32      | 6                  | 10               | 16                   |
| Разом    | 67      | 13                 | 32               | 22                   |